# Mrkjenta kod Glavata
Mrkjenta kod Glavata je nenaseljeni otočić u otočju Vrhovnjaci, na pola puta između Lastova i Mljeta, a nalazi se oko 15.6 km istočno od Lastova. Najbliži otok je Glavat, oko 750 m prema istoku.
Površina otoka je 4331 m2, a visina 2 metra.